# Dys (bande dessinée)
Pour les articles homonymes, voir Dys.
Dys est une série de bande dessinée créée par Moonkey et publiée depuis 2006 par Pika Édition.
Elle est dessinée et publiée dans le sens de lecture japonais, à la suite de sa parution dans le magazine de prépublication de manga Shōnen Collection.

## Albums
- Dys, Pika Éditions :

1. Un futur homme important, Janvier 2006  (ISBN 2-84599-557-1).
2. L'Homme qui valait 20 000 euros, Juin 2006  (ISBN 2-84599-637-3).
3. Amour, Gloire et Sacrifice, Avril 2007  (ISBN 978-2-84599-713-4).
4. Le Seigneur des agneaux, Avril 2007  (ISBN 978-2-84599-804-9).